# Liste der Kulturdenkmale in Freyburg (Unstrut)
In der Liste der Kulturdenkmale in Freyburg (Unstrut) sind alle Kulturdenkmale der Gemeinde Freyburg (Unstrut) und ihrer Ortsteile aufgelistet. Grundlage ist das Denkmalverzeichnis des Landes Sachsen-Anhalt, das auf Basis des Denkmalschutzgesetzes des Landes Sachsen-Anhalt vom 21. Oktober 1991 durch das Landesamt für Denkmalpflege und Archäologie Sachsen-Anhalt erstellt und seither laufend ergänzt wurde (Stand: 31. Dezember 2023).

## Kulturdenkmale nach Ortsteilen

### Freyburg an der Unstrut
| Lage | Bezeichnung                       | Beschreibung                                                   | Erfassungs- nummer | Ausweisungsart                   | Bild                              |
| --- | --------------------------------- | -------------------------------------------------------------- | ------------------ | -------------------------------- | --------------------------------- |
| Am Gerichtskeller 1 bis 4, 6 (Karte) | Platz                             | Platz                                                          | 094 83403          | Teilobjekt eines Denkmalbereichs | BW                                |
| Am Gerichtskeller, Am Graben, Braugasse, Breite Straße, Eckstädter Gärten, Eckstädter Straße 2, 9 bis 12, Herrenstraße, Hinter der Kirche, Hohe Straße, Johannistraße, Kirchstraße, Kleine Johannisstraße, Kleine Kirchstraße, Kleine Oberstraße, Kleine Steinstraße, Kochs Gasse, Marienstraße, Markt, Oberstraße, Quergasse, Schulstraße, Steinstraße (Karte) | Altstadt                          |                                                                | 094 83401          | Denkmalbereich                   | Altstadt                          |
| Am Graben 1 bis 6 (Karte) | Straßenzeile                      | Straßenzeile                                                   | 094 83404          | Teilobjekt eines Denkmalbereichs | Straßenzeile                      |
| Am Graben, Brückenstraße, Jahnplatz, Kleine Brückenstraße, Mühlstraße, Schloßstraße, Wasserstraße (Karte) | Vorstadt                          |                                                                | 107 05065          | Denkmalbereich                   | BW                                |
| Braugasse 1, 1a, 2 bis 6, Johannisstraße 21, 22, 24a, Marienstraße 4a (Karte) | Straßenzug                        | Straßenzug                                                     | 094 83406          | Teilobjekt eines Denkmalbereichs | BW                                |
| Breite Straße 1 bis 15 (Karte) | Straßenzug                        | Straßenzug                                                     | 094 83407          | Teilobjekt eines Denkmalbereichs | Weitere Bilder                    |
| Eckstädter Platz 1 bis 8, 8a, 9, 10, Eckstädter Straße 13 bis 23 (Karte) | Vorstadt                          | „Eckstädter Vorstadt“                                          | 094 30051          | Denkmalbereich                   | Vorstadt                          |
| Herrenstraße 1 bis 14 (Karte) | Straßenzug                        | Straßenzug                                                     | 094 83414          | Teilobjekt eines Denkmalbereichs | Weitere Bilder                    |
| Hohe Straße 1 bis 30 (Karte) | Straßenzug                        | Straßenzug                                                     | 094 83422          | Teilobjekt eines Denkmalbereichs | BW                                |
| Jahnplatz 1 bis 4, 4a, 5 bis 9 (Karte) | Platz                             | Platz                                                          | 094 83423          | Teilobjekt eines Denkmalbereichs | Weitere Bilder                    |
| Johannisstraße 1 bis 3, 6, 7, 9, 10, 12, 13 bis 17, 19 bis 24 (Karte) | Straßenzug                        | Straßenzu                                                      | 094 83424          | Teilobjekt eines Denkmalbereichs | BW                                |
| Kirchstraße 1 bis 9 (Karte) | Straßenzug                        | Straßenzug                                                     | 094 83427          | Teilobjekt eines Denkmalbereichs | Weitere Bilder                    |
| Kleine Brückenstraße 1 bis 4 (Karte) | Straßenzug                        | Straßenzug                                                     | 094 83430          | Teilobjekt eines Denkmalbereichs | BW                                |
| Kleine Johannisstraße 1, 2 (Karte) | Straßenzug                        |                                                                | 094 83431          | Denkmalbereich                   | Straßenzug                        |
| Kleine Kirchstraße 1, 2, 3, 5 (Karte) | Straßenzug                        | Straßenzug                                                     | 094 83432          | Teilobjekt eines Denkmalbereichs | BW                                |
| Kleine Oberstraße 2 bis 20 (Karte) | Straßenzug                        | Straßenzug                                                     | 094 83433          | Teilobjekt eines Denkmalbereichs | BW                                |
| Kleine Steinstraße 1 bis 5 (Karte) | Straßenzug                        | Straßenzug                                                     | 094 83434          | Teilobjekt eines Denkmalbereichs | Straßenzug                        |
| Marienstraße 1 bis 4, 4a, 7 bis 15 (Karte) | Straßenzug                        | Straßenzug                                                     | 094 83435          | Teilobjekt eines Denkmalbereichs | Weitere Bilder                    |
| Markt 1 bis 14 (Karte) | Platz                             | Platz                                                          | 094 83438          | Teilobjekt eines Denkmalbereichs | Weitere Bilder                    |
| Oberstraße 1 bis 7, 43 bis 50, Oberstraße südlich der Stadtmauer (Karte) | Straßenzug                        | Straßenzug                                                     | 094 83448          | Teilobjekt eines Denkmalbereichs | BW                                |
| Oberstraße 9 bis 20, 26, 30 bis 42, Oberstraße nördlich der Stadtmauer (Karte) | Vorstadt                          | Freyburger Vorstadt                                            | 107 05069          | Denkmalbereich                   | BW                                |
| Quergasse 4, 8 (Karte) | Straßenzug                        | Straßenzug                                                     | 094 83454          | Teilobjekt eines Denkmalbereichs | BW                                |
| Schloßstraße 2 bis 9, 11, 12a, 13, 13a, 14, 15, 15a, 16 bis 21 (Karte) | Straßenzug                        | Straßenzug                                                     | 094 83462          | Teilobjekt eines Denkmalbereichs | Straßenzug                        |
| Schulstraße 1, Schützenplatz, Schützenstraße 1, 1a, 2, 3, 5, 6, 9 bis 11, 13, 17 bis 23, 26, 27a, 28, 29, 29a, 30, 31 (Karte) | Straßenzug                        |                                                                | 094 30169          | Denkmalbereich                   | Weitere Bilder                    |
| Schulstraße 5, 6, 6a, 7 bis 10 (Karte) | Straßenzug                        | Straßenzug                                                     | 094 83474          | Teilobjekt eines Denkmalbereichs | BW                                |
| Sektkellereistraße 6 bis 8, 8a, 9, 10 (Karte) | Straßenzeile                      |                                                                | 107 05066          | Denkmalbereich                   | BW                                |
| Steinstraße 1 bis 9, 11 bis 16 (Karte) | Straßenzug                        | Straßenzug                                                     | 094 83472          | Teilobjekt eines Denkmalbereichs | Weitere Bilder                    |
| Ehrauberge, Landstraße Freyburg–Großjena, ca. 0,5 km südlich von Freyburg (Karte) | Weinberg                          |                                                                | 094 30052          | Baudenkmal                       | BW                                |
| Alte Göhle und Burgholz (Karte) | Allee                             | Fürstenstraße                                                  | 094 83461          | Baudenkmal                       | Allee                             |
| Am Graben, Eckstädter Gärten, Eckstädter Straße, Jahnplatz, Schützenstraße, Sektkellereistraße (Karte) | Stadtmauer                        |                                                                | 094 83402          | Baudenkmal                       | Weitere Bilder                    |
| An der Schleuse (Karte) | Schleuse Freyburg                 |                                                                | 107 05062          | Baudenkmal                       | Weitere Bilder                    |
| Bahnhofstraße 1, 2 (Karte) | Bahnhof                           |                                                                | 094 83405          | Baudenkmal                       | Weitere Bilder                    |
| Breite Straße 14 (Karte) | Ackerbürgerhof                    |                                                                | 094 83408          | Baudenkmal                       | Ackerbürgerhof                    |
| Breite Straße 15 (Karte) | Wohnhaus                          |                                                                | 094 83409          | Baudenkmal                       | Wohnhaus                          |
| Bundesstraße 180, auf dem nordöstlichen Unstruthochufer, ca. 3 km nordwestlich von Freyburg (Karte) | Denkmal                           | Bodelschwingh-Denkmal                                          | 094 82180          | Baudenkmal                       | Denkmal                           |
| Gartenstraße 1 (Karte) | Villa                             | Prießdorfsche Villa                                            | 094 83413          | Baudenkmal                       | BW                                |
| Herrenstraße 2 (Karte) | Wohnhaus                          |                                                                | 094 83415          | Baudenkmal                       | Wohnhaus                          |
| Herrenstraße 3 (Karte) | Wohnhaus                          |                                                                | 094 83416          | Baudenkmal                       | Wohnhaus                          |
| Herrenstraße 5 (Karte) | Apotheke                          |                                                                | 094 83417          | Baudenkmal                       | BW                                |
| Herrenstraße 6 (Karte) | Wohnhaus                          |                                                                | 094 83418          | Baudenkmal                       | BW                                |
| Herrenstraße 7 (Karte) | Amtshaus                          | Schösserei                                                     | 094 83419          | Baudenkmal                       | Amtshaus                          |
| Hinter der Kirche (Karte) | St. Marien                        | Kirche                                                         | 094 83426          | Baudenkmal                       | Weitere Bilder                    |
| Hinter der Kirche (Karte) | Kriegerdenkmal Freyburg (Unstrut) |                                                                | 094 83425          | Baudenkmal                       | Kriegerdenkmal Freyburg (Unstrut) |
| Hinter der Kirche 1 (Karte) | Schule                            | 1861 gebaut als Schule, später Amtsgericht                     | 094 83420          | Baudenkmal                       | Schule                            |
| Hinter der Kirche 2 (Karte) | Schule                            | Altes Rektorat                                                 | 094 83421          | Baudenkmal                       | Schule                            |
| Kirchstraße 3, 4 (Karte) | Wohnhaus                          |                                                                | 094 83428          | Baudenkmal                       | BW                                |
| Kirchstraße 7 (Karte) | Pfarrhaus                         |                                                                | 094 83429          | Baudenkmal                       | Pfarrhaus                         |
| Marienstraße 4, 4a (Karte) | Verwaltungsgebäude                | Amtsschreiberei                                                | 094 83436          | Baudenkmal                       | Weitere Bilder                    |
| Markt 1 (Karte) | Rathaus                           |                                                                | 094 83437          | Baudenkmal                       | Weitere Bilder                    |
| Markt 2 (Karte) | Wohnhaus                          |                                                                | 094 83439          | Baudenkmal                       | Wohnhaus                          |
| Markt 3 (Karte) | Apotheke                          | Kettlerische Apotheke                                          | 094 83440          | Baudenkmal                       | Apotheke                          |
| Markt 11 (Karte) | Wohnhaus                          |                                                                | 094 83441          | Baudenkmal                       | Wohnhaus                          |
| Markt 12 (Karte) | Wohnhaus                          |                                                                | 094 83442          | Baudenkmal                       | Wohnhaus                          |
| Markt 13 (Karte) | Wohnhaus                          |                                                                | 094 83443          | Baudenkmal                       | Wohnhaus                          |
| Markt 14 (Karte) | Wohnhaus                          |                                                                | 094 83444          | Baudenkmal                       | Weitere Bilder                    |
| Mühlstraße (Karte) | Weinberg                          | Herzoglicher Weinberg                                          | 094 83447          | Baudenkmal                       | Weitere Bilder                    |
| Mühlstraße 5 (Karte) | Wohnhaus                          |                                                                | 094 83445          | Baudenkmal                       | BW                                |
| Mühlstraße 31 (Karte) | Wohnhaus                          |                                                                | 094 83446          | Baudenkmal                       | Wohnhaus                          |
| Oberstraße (Karte) | Park                              | Schomburgk-Park                                                | 094 83451          | Baudenkmal                       | Park                              |
| Oberstraße 9 (Karte) | Erinnerungsturnhalle              | Erinnerungsturnhalle                                           | 094 83452          | Baudenkmal                       | Weitere Bilder                    |
| Oberstraße 26 (Karte) | Hospital                          | Hospital St. Laurentius                                        | 094 83449          | Baudenkmal                       | Hospital                          |
| Querfurter Straße 9 (Karte) | Wohnhaus                          |                                                                | 094 30121          | Baudenkmal                       | BW                                |
| Quergasse 8 (Karte) | Wohnhaus                          | Wohnhaus                                                       | 094 83453          | Baudenkmal                       | BW                                |
| Schloß, Auf Bergsporn über der Stadt Freyburg, an der Hangkante des Unstruttales (Karte) | Schloss Neuenburg                 | Burg                                                           | 094 83458          | Baudenkmal                       | Weitere Bilder                    |
| Schloß, zentral innerhalb der Kernburg (Karte) | Kapelle                           | Kapelle                                                        | 094 83458 001      | Teilobjekt eines Baudenkmals     | Weitere Bilder                    |
| Schloß (Karte) | Garten                            | Domänengarten                                                  | 094 83459          | Baudenkmal                       | BW                                |
| Schloß 18, 19 (Karte) | Schnitterkaserne Schloß 18, 19    | Schnitterkaserne in Fachwerkbauweise aus der Zeit um 1890/1900 | 094 83460          | Baudenkmal                       | Schnitterkaserne Schloß 18, 19    |
| Schloßstraße 11 (Karte) | Wohnhaus                          | Jahn-Museum                                                    | 094 83463          | Baudenkmal                       | Wohnhaus                          |
| Schweigenbergstraße (Karte) | Weinberg                          | Die Schweigenberge                                             | 094 83471          | Baudenkmal                       | Weinberg                          |
| Schweigenbergstraße 1 (Karte) | Wohnhaus                          |                                                                | 094 83469          | Baudenkmal                       | BW                                |
| Schweigenbergstraße 5, 6 (Karte) | Kalkbrennerei                     | Freyburger Kalksteinwerke Emil Rottig                          | 094 83470          | Baudenkmal                       | Kalkbrennerei                     |
| Schützenstraße (Karte) | Weinberg                          | Schlüfter-Weinberg (auch: Die Schlifterberge)                  | 094 83464          | Baudenkmal                       | Weitere Bilder                    |
| Schützenstraße 1 (Karte) | Ackerbürgerhof                    |                                                                | 094 83465          | Baudenkmal                       | Ackerbürgerhof                    |
| Schützenstraße 5 (Karte) | Brauerei                          | Brauerei A. Seibt                                              | 094 83466          | Baudenkmal                       | Brauerei                          |
| Schützenstraße 9, 10 (Karte) | Fabrik                            |                                                                | 094 81070          | Baudenkmal                       | Fabrik                            |
| Schützenstraße 17 (Karte) | Friedrich-Ludwig-Jahn-Ehrenhalle  | Jahn-Gedächtnishalle                                           | 094 83468          | Baudenkmal                       | Weitere Bilder                    |
| Sektkellereistraße 5 (Karte) | Kellerei                          | Sektkellerei Rotkäppchen                                       | 094 83457          | Baudenkmal                       | Weitere Bilder                    |
| Sektkellereistraße 6 (Karte) | Villa                             |                                                                | 094 83456          | Baudenkmal                       | BW                                |
| Sektkellereistraße 7 (Karte) | Wohnhaus                          | „Villa Knabe“                                                  | 094 83455          | Baudenkmal                       | Wohnhaus                          |
| Wasserstraße 18 (Karte) | Postamt                           |                                                                | 094 83473          | Baudenkmal                       | Weitere Bilder                    |
| Zeddenbach westlich neben der Mühle Zeddenbach (Karte) | Schleuse                          |                                                                | 107 20023          | Baudenkmal                       | BW                                |
| Zeddenbach 1, 2 (Karte) | Mühle                             | Zeddenbach-Mühle                                               | 094 83475          | Baudenkmal                       | Weitere Bilder                    |
| Im sogenannten „Burgholz“, im östlichen Zipfel nahe dem Waldrand (Karte) | Gedenkstein                       |                                                                | 094 82166          | Kleindenkmal                     | BW                                |
| Fähnchenhohle, Am unteren Ausgang der Fähnchenhohle auf Böschung (Karte) | Gedenkstein                       |                                                                | 094 83412          | Kleindenkmal                     | BW                                |
| Oberstraße (Karte) | Gedenkstein                       |                                                                | 094 83450          | Kleindenkmal                     | BW                                |
| Schweigenbergstraße 9 (Karte) | Gedenkstein                       |                                                                | 094 83869          | Kleindenkmal                     | BW                                |
| Schützenstraße, nordwestlich der Hausnummer 18 in Grünanlage (Karte) | Denkmal                           | Dr.-F.-Goetz-Gedenkstein                                       | 094 83467          | Kleindenkmal                     | BW                                |
| Wasserstraße 32 (Karte) | Hochwassermarke                   |                                                                | 094 83322          | Kleindenkmal                     | BW                                |

### Dobichau
| Lage                                     | Bezeichnung             | Beschreibung | Erfassungs- nummer | Ausweisungsart | Bild           |
| ---------------------------------------- | ----------------------- | ------------ | ------------------ | -------------- | -------------- |
| Dobichau 5 bis 9, 12 bis 16, 17a (Karte) | Straßenzug              |              | 094 82896          | Denkmalbereich | Straßenzug     |
| Dobichau 37                              | Mühle                   | Mühle        | 094 18878          | Baudenkmal     |                |
| Dobichau (Karte)                         | Kirche                  | Kirche       | 094 82895          | Baudenkmal     | Weitere Bilder |
| Dobichau (Karte)                         | Kriegerdenkmal Dobichau |              | 094 82897          | Baudenkmal     | BW             |
| Dobichau (Karte)                         | Gedenkstein             |              | 094 83814          | Kleindenkmal   | BW             |

### Nißmitz
| Lage               | Bezeichnung    | Beschreibung | Erfassungs- nummer | Ausweisungsart | Bild           |
| ------------------ | -------------- | ------------ | ------------------ | -------------- | -------------- |
| Nißmitz (Karte)    | Kirche         |              | 094 83478          | Baudenkmal     | Weitere Bilder |
| Nißmitz (Karte)    | Kriegerdenkmal |              | 094 83479          | Baudenkmal     | BW             |
| Nißmitz 33 (Karte) | Bauernhof      | Freigut      | 094 83477          | Baudenkmal     | BW             |

### Pödelist
| Lage                                                                           | Bezeichnung    | Beschreibung   | Erfassungs- nummer | Ausweisungsart | Bild           |
| ------------------------------------------------------------------------------ | -------------- | -------------- | ------------------ | -------------- | -------------- |
| Pödelist 2, 3, 4 (Karte)                                                       | Häusergruppe   |                | 094 82901          | Denkmalbereich | BW             |
| Pödelist (Karte)                                                               | Kirche         | St. Pankratius | 094 82899          | Baudenkmal     | Weitere Bilder |
| Pödelist (Karte)                                                               | Kriegerdenkmal |                | 094 82900          | Baudenkmal     | Kriegerdenkmal |
| Pödelist 23 (Karte)                                                            | Bauernhof      |                | 094 82902          | Baudenkmal     | BW             |
| Pödelist 34 (Karte)                                                            | Bauernhof      |                | 094 82903          | Baudenkmal     | BW             |
| Pödelist 50 (Karte)                                                            | Toranlage      |                | 094 82904          | Baudenkmal     | BW             |
| An der Kreuzung der Straßen Pödelist-Naumburg und Dobichau-Markröhlitz (Karte) | Gedenkstein    |                | 094 82905          | Kleindenkmal   | BW             |

### Schleberoda
| Lage                                                         | Bezeichnung | Beschreibung | Erfassungs- nummer | Ausweisungsart | Bild        |
| ------------------------------------------------------------ | ----------- | ------------ | ------------------ | -------------- | ----------- |
| Schleberoda 4 bis 6, 6a, 7 bis 18, 22, 24, 25 bis 27 (Karte) | Ortskern    |              | 094 83672          | Denkmalbereich | Ortskern    |
| In der „Alten Göhle“, nordwestlich der Ortslage (Karte)      | Schloss     | Friedenstal  | 094 82906          | Baudenkmal     | Schloss     |
| Schleberoda (Karte)                                          | Kirche      |              | 094 83673          | Baudenkmal     | Kirche      |
| Schleberoda 2 (Karte)                                        | Bauernhof   |              | 094 83671          | Baudenkmal     | BW          |
| Schleberoda 10 (Karte)                                       | Forsthof    |              | 107 05068          | Baudenkmal     | BW          |
| Schleberoda, Unter der Dorflinde (Karte)                     | Bauernstein |              | 094 30136          | Kleindenkmal   | Bauernstein |

### Weischütz
| Lage                 | Bezeichnung          | Beschreibung | Erfassungs- nummer | Ausweisungsart               | Bild           |
| -------------------- | -------------------- | ------------ | ------------------ | ---------------------------- | -------------- |
| Weischütz (Karte)    | Dorfkirche Weischütz | Kirche       | 094 83497          | Baudenkmal                   | Weitere Bilder |
| Weischütz 2 (Karte)  | Rittergut Weischütz  | Gutshaus     | 094 83495          | Baudenkmal                   | Weitere Bilder |
| Weischütz 2          | Park                 | Park         | 094 83495 001      | Teilobjekt eines Baudenkmals |                |
| Weischütz 10 (Karte) | Pfarrhaus            | Pfarrhaus    | 094 83496          | Baudenkmal                   | BW             |

### Zeuchfeld
| Lage                 | Bezeichnung    | Beschreibung | Erfassungs- nummer | Ausweisungsart | Bild           |
| -------------------- | -------------- | ------------ | ------------------ | -------------- | -------------- |
| Hauptstraße (Karte)  | Kriegerdenkmal |              | 094 83668          | Baudenkmal     | BW             |
| Kirchplatz (Karte)   | Kirche         |              | 094 83669          | Baudenkmal     | Weitere Bilder |
| Zeuchfeld (Karte)    | Kriegerdenkmal |              | 094 83815          | Baudenkmal     | Kriegerdenkmal |
| Zeuchfeld 15 (Karte) | Bauernhof      |              | 094 83670          | Baudenkmal     | Bauernhof      |

### Zscheiplitz
| Lage                                                                          | Bezeichnung               | Beschreibung                                  | Erfassungs- nummer | Ausweisungsart               | Bild           |
| ----------------------------------------------------------------------------- | ------------------------- | --------------------------------------------- | ------------------ | ---------------------------- | -------------- |
| Ca. 1 km westlich der Ortslage, am Steilabfall zur Unstrut (Karte)            | Brennofen                 |                                               | 094 83481          | Baudenkmal                   | Brennofen      |
| Auf dem Gut 1 bis 9 (Karte)                                                   | Rittergut                 | Gut Zscheiplitz mit Klosterkirche Zscheiplitz | 094 83480          | Baudenkmal                   | Weitere Bilder |
| Auf dem Gut                                                                   | Klosterkirche Zscheiplitz | Kirche                                        | 094 83480 001      | Teilobjekt eines Baudenkmals |                |
| Nördlich der Ortslage Zscheiplitz, in einer Talsenke, „Hölle“ genannt (Karte) | Grenzstein                | Magdstein                                     | 094 82178          | Kleindenkmal                 | Grenzstein     |
| Nördlich vorm Ort auf einem Hügel, „Himmel“ genannt (Karte)                   | Gedenkstein               |                                               | 094 82189          | Kleindenkmal                 | Gedenkstein    |

## Ehemalige Kulturdenkmale nach Ortsteilen
Die nachfolgenden Objekte waren ursprünglich ebenfalls denkmalgeschützt oder wurden in der Literatur als Kulturdenkmale geführt. Die Denkmale bestehen heute jedoch nicht mehr, ihre Unterschutzstellung wurde aufgehoben oder sie werden nicht mehr als Denkmale betrachtet.

### Freyburg (Unstrut)
| Lage                        | Bezeichnung     | Beschreibung                                         | Erfassungs- nummer | Ausweisungsart | Bild     |
| --------------------------- | --------------- | ---------------------------------------------------- | ------------------ | -------------- | -------- |
| Eckstädter Platz 10 (Karte) | Wohnhaus        | Wohnhaus 2023 aus dem Denkmalverzeichnis gestrichen. | 094 83411          | Baudenkmal     | Wohnhaus |
| Mühlstraße 5 (Karte)        | Hochwassermarke |                                                      | 094 83120          | Kleindenkmal   | BW       |

### Nißmitz
| Lage    | Bezeichnung | Beschreibung | Erfassungs- nummer | Ausweisungsart | Bild |
| ------- | ----------- | ------------ | ------------------ | -------------- | ---- |
| (Karte) | Ortsansicht |              | 094 83476          | Denkmalbereich | BW   |

## Legende
In den Spalten befinden sich folgende Informationen:
- Lage: Nennt den Straßennamen und wenn vorhanden die Hausnummer des Kulturdenkmals. Die Grundsortierung der Liste erfolgt nach dieser Adresse. Der Link „Karte“ führt zu verschiedenen Kartendarstellungen und nennt die geographischen Koordinaten.
Link zu einem Kartenansichtstool, um Koordinaten zu setzen. In der Kartenansicht sind Baudenkmale ohne Koordinaten mit einem roten bzw. orangen Marker dargestellt und können in der Karte gesetzt werden. Baudenkmale ohne Bild sind mit einem blauen bzw. roten Marker gekennzeichnet, Baudenkmale mit Bild mit einem grünen bzw. orangen Marker.
- Offizielle Bezeichnung: Nennt den Namen, die Bezeichnung oder zumindest die Art des Kulturdenkmals und verlinkt, soweit vorhanden, auf den Artikel zum Objekt.
- Beschreibung: Nennt bauliche und geschichtliche Einzelheiten des Kulturdenkmals, vorzugsweise die Denkmaleigenschaften.
- Erfassungsnummer: Für jedes Kulturdenkmal wird in Sachsen-Anhalt eine 20stellige Erfassungsnummer vergeben. Die letzten zwölf Ziffern werden für die Untergliederung nach Teilobjekten genutzt und werden nur angegeben, soweit vergeben. In dieser Spalte kann sich folgendes Icon  befinden, dies führt zu Angaben zu diesem Baudenkmal bei Wikidata.
- Ausweisungsart: Die Einordnung des Denkmales nach § 2 Abs. 2 DenkmSchG LSA
- Bild: Ein Bild des Denkmales, und gegebenenfalls einen Link zu weiteren Fotos des Kulturdenkmals im Medienarchiv Wikimedia Commons. Wenn man auf das Kamerasymbol klickt, können Fotos zu Kulturdenkmalen aus dieser Liste hochgeladen werden: